# Shannon Hamm
Shannon Hamm (ur. 10 grudnia 1967) – amerykański muzyk, kompozytor i instrumentalista. Shannon Hamm znany jest przede wszystkim z występów w technical deathmetalowym zespole Death, którego był członkiem w latach 1996-2001. Równolegle grał w zespole Control Denied. W latach 80. XX w. był członkiem heavymetalowego zespołu Metalstorm. W latach późniejszych był członkiem zespołu Synesis Absorption. Jako muzyk koncertowy współpracował z black-deathmetalowym zespołem Order of Ennead.